# 하얀 모래의 아쿠아토프
《하얀 모래의 아쿠아토프》(일본어: 白い砂のアクアトープ)는 P.A.WORKS가 제작한 일본의 오리지널 애니메이션이다. TOKYO MX 등에서 2021년 7월 9일부터 12월 17일까지 방영되었다.

## 줄거리
수족관에서 일하는 18살 여고생 미사키노 쿠쿠루는, 도쿄에서 살 곳을 잃고 도피한 전직 아이돌 미야자와 후카와 만난다. 쿠쿠루와 후카는 각자의 생각을 마음에 품고 수족관에서 나날을 보내게 된다.
그러나, 그 소중한 장소에 폐관의 위기가 닥친다.
소녀들의 꿈과 현실, 고독과 동료, 인연과 갈등. 반짝이는 새로운 페이지가 이번 여름, 펼쳐진다.